# Biografielijst Li

## Li
- Li Bingjie (2002), Chinees zwemster
- Li Fanghui (2003), Chinees freestyleskiër
- Li Haonan (1981), Chinees shorttracker
- Li Huifen (1963), Chinees tafeltennisster
- Li Jiao (1973), Nederlands-Chinees tafeltennisster
- Li Jia Wei (1978), Chinees-Singaporees tafeltennisster
- Li Jie (1984), Nederlands-Chinees tafeltennisster
- Li Ju (1976), Chinees tafeltennisster
- Li Keqiang (1955-2023), Chinees politicus; premier (2013-2023)
- Li Meisu (1959), Chinees atlete
- Li Ning (1963), Chinees turner
- Li Qian (1986), Chinees-Pools tafeltennisster
- Li Weifeng (1978), Chinees voetballer
- Li Xianting (1949), Chinees kunstcriticus
- Li Xiaoxia (1988), Chinees tafeltennisster
- Li Xuanxu (1994), Chinees zwemster
- Li Yanfeng (1979), Chinees atlete
- Li Yunqi (1993), Chinees zwemmer
- Li Zhesi (1993), Chinees zwemster
- Li Zijun (1996), Chinees kunstschaatsster
- Li Zuopeng (1914-2009), Chinees generaal
- Li Zhaoxing (1940), Chinees minister van buitenlandse zaken
- Li Jun Li (1983), Amerikaans actrice
- Jet Li (1963), Chinees acteur
- Zhi Cong Li (1993), Chinees autocoureur

## Lia
- Olia Lialina, Russisch internetkunstenaar en -theoreticus
- Denis Lian (1972), Singaporees-Chinees autocoureur
- Liang Geliang (1950), Chinees tafeltennisser
- Liang Shaoji (1945), Chinees conceptueel kunstenaar
- Liang Wenbo (1987), Chinees snookerspeler

## Lib
- Camiel Libbrecht (1853-1932), Vlaams activist
- Gauthier Libbrecht (1994), Belgisch voetballer
- Henri Libbrecht (1879-1932), Belgisch ondernemer en politicus
- Julius Libbrecht (1857-1931), Vlaams activist
- Théophile Libbrecht (1860-1928), Belgisch politicus
- Ulrich Libbrecht (1928-2017), Belgisch sinoloog, filosoof en hoogleraar
- Lewis Libby (1950), Amerikaans advocaat en ambtenaar
- Willard Libby (1908-1980), Amerikaans fysisch-chemicus en Nobelprijswinnaar
- Viktor Liberman (1931-1999), Russisch violist en dirigent
- Laetitia Libert (1979), Belgisch atlete
- Laurence Libert (1980), Vlaams politica
- René Libert (1922-2007), Belgisch atleet
- Richard Libertini (1933), Amerikaans acteur
- Piet Libregts (1930-2013), Nederlands wielercoach
- Liviu Librescu (1930-2007), Roemeens-Israëlisch werktuigbouwkundige en misdaadslachtoffer

## Lic
- Alexandre Licata (1984), Frans voetballer
- Dennis Licht (1984), Nederlands atleet
- Bernhard Lichtenberg (1875-1943), Duits verzetsstrijder
- Egbert Lichtenberg (1967), Nederlands politicus en bestuurder
- Fons Lichtenberg (1942-2021), Nederlands burgemeester
- Silke Lichtenhagen (1973), Duits atlete
- Eric Lichtenstein (1994), Argentijns autocoureur
- Martin Lichtenstein (1780-1857), Duits fysicus, onderzoeker en zoöloog
- Roy Lichtenstein (1923-1997), Amerikaans kunstenaar
- Noni Lichtveld (1929-2017), Nederlandse illustratrice en schrijfster

## Lid
- Alice Liddell (1852-1934), Engels vriendin van kinderboekenschrijfster Lewis Carroll
- Eric Liddell (1902-1945), Schots atleet en rugbyspeler
- Gordon Liddy (1930-2021), Amerikaans acteur, ambtenaar, crimineel en presentator
- Anki Lidén (1947), Zweeds actrice
- Cory Lidle (1972-2006), Amerikaans honkballer
- Elisabeth van Lidth de Jeude-van Welij (1919-2005), Nederlands politicus
- James van Lidth de Jeude (1945), Nederlands leraar en politicus
- Theodoor Gerard van Lidth de Jeude (1788-1863), Nederlandse zoöloog en dierenarts
- Theodorus Willem van Lidth de Jeude (1853-1937), Nederlands zoöloog en herpetoloog

## Lie
- Eric Lie (1943-2022), Surinaams taekwondoka
- Haakon Lie (1905-2009), Noors politicus
- Kajsa Vickhoff Lie (1998), Noors alpineskiester
- Herman Liebaers (1919-2010), Belgisch hofmaarschalk, schrijver en directeur Koninklijke Bibliotheek
- Hilaire Liebaut (1939), Vlaams politicus
- Arthur Liebehenschel (1901-1948), Duits kampcommandant
- Mimi Lieber (1956), Amerikaans actrice
- Paul Lieber, Amerikaans acteur
- Avigdor Lieberman (1958), Israëlisch journalist, politicus en (vakbonds)bestuurder
- Joe Lieberman (1942-2024), Amerikaans politicus
- Philip Lieberman (1934-2022), Amerikaans linguïst
- Karl Liebknecht (1871-1919), Duits politicus en marxistisch revolutionair
- Mark Liebrecht (1916-1975), Belgisch regisseur en componist
- Rudie Liebrechts (1941), Nederlands schaatser en wielrenner
- Nils Liedholm (1922-2007), Zweeds voetballer
- Gert-Jan Liefers (1978), Nederlands atleet
- Victor Liefmans (1814-1877), Belgisch politicus
- Edouard Liefmans-Bonné (1783-1844), Belgisch politicus
- Piet Lieftinck (1902-1989), Nederlands politicus
- Eliane Liekendael (1928-2018), Belgisch magistraat
- Goedele Liekens (1963), Belgisch televisiepresentatrice en seksuologe
- Fijke Liemburg (1952-2006), Nederlands politicus
- Wout van Liempt (1918-2013), Nederlands impresario
- Floor van Liemt (1997-2021), Nederlands schrijfster en columniste
- Albert Liénard (1938-2011), Belgisch minister
- Kees van Lienden (1897-1971), Nederlands bestuurder en politicus
- Joshua Liendo (2002), Canadees zwemmer
- Bill Lienhard (1930-2022), Amerikaans basketballer
- Fredy Lienhard (1947), Zwitsers autocoureur
- Katharina Liensberger (1997), Oostenrijks alpineskiester
- Arvis Liepiņš (1990), Lets langlaufer
- Rudie van Lier (1914-1987), Surinaams wetenschapper en schrijver
- Theo van Lier (1916-1992), Nederlands verzetsstrijder in de Tweede Wereldoorlog en politicus
- Hans Liesche (1891-1979), Duits atleet
- Irene van Lieshout (1993), Nederlands atlete
- Jamie van Lieshout (1991), Nederlands atlete
- Johan van Lieshout (1969), Nederlands atleet
- Jacob van Liesvelt (ca.1490-1545), Vlaams boekdrukker
- Christian Liétar (1942-2012), Belgisch politicus
- Ingrid Lieten (1964), Belgisch politicus
- Richard Lietz (1983), Oostenrijks autocoureur
- Joseph Marie Aimé Lievens, Belgisch politicus
- Menno Lievers (1959), Nederlands atleet, filosoof en redacteur

## Lif
- Tina Lifford, Amerikaans actrice
- Allan Li Fo Sjoe (1940), Surinaams politicus en bestuurder
- Sébastien Lifshitz (1968), Frans filmregisseur en scenarioschrijver

## Lig

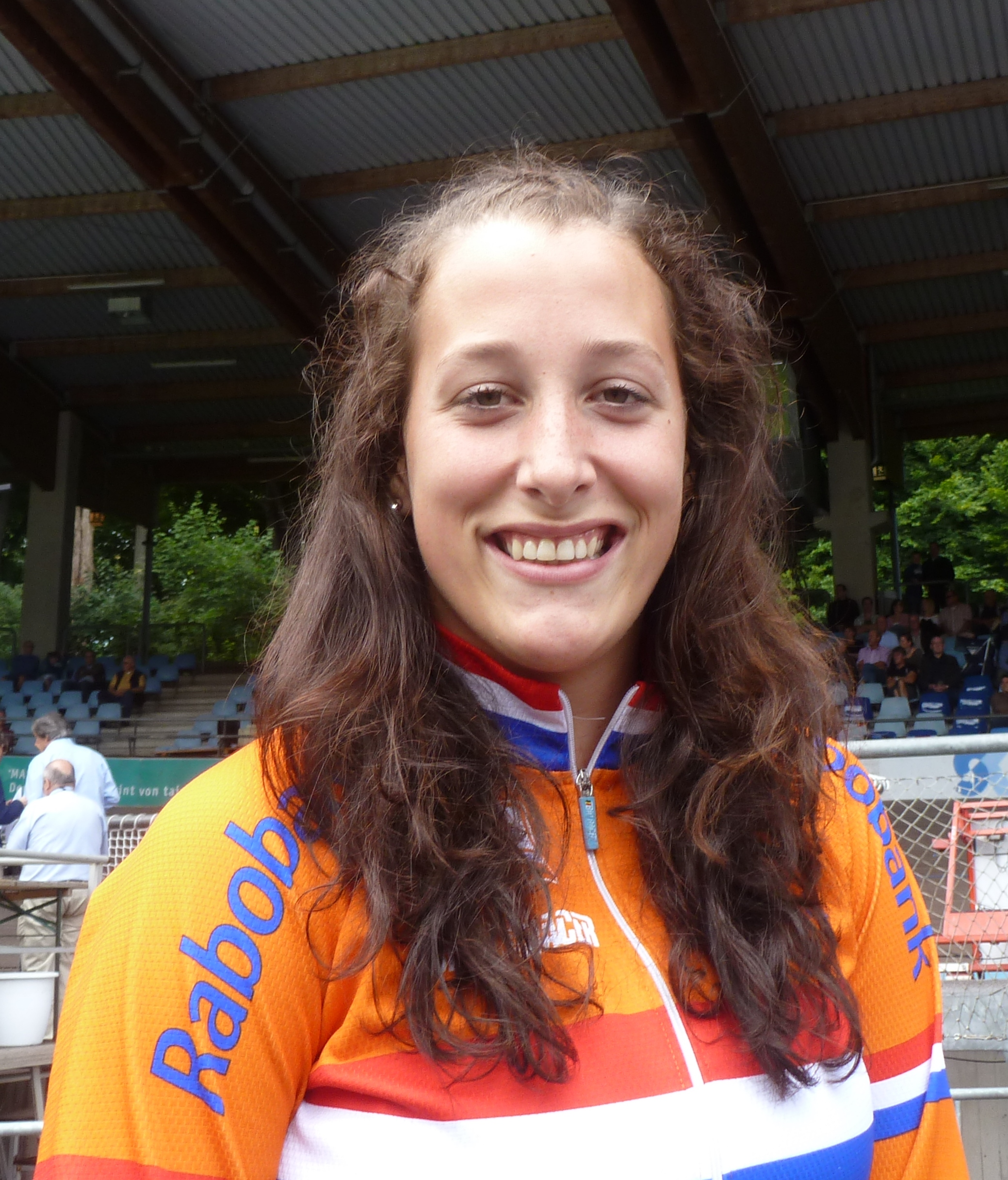
Elis Ligtlee

- Ruben Ligeon (1992), Nederlands voetballer
- György Ligeti (1923-2006), Hongaars-Oostenrijks componist
- John Light (1973), Brits acteur
- Kevin Light (1979), Canadees roeier
- Mark Light (1910-1975), Amerikaans autocoureur
- Gordon Lightfoot (1938-2023), Canadees zanger
- Eugène de Ligne (1804-1880), Belgisch politicus
- Jan van Ligne (~1525-1568), Nederlands militair
- Ronny Ligneel (1964), Belgisch atleet
- Mateusz Ligocki (1982), Pools snowboarder
- Bart de Ligt (1883-1938), Nederlands antimilitarist
- Jan Ligthart (1859-1916), Nederlands onderwijzer, pedagoog en publicist
- Jan Ligthart (1962), Nederlands acteur, journalist en schrijver
- Elis Ligtlee (1994), Nederlands baanwielrenster
- Ralph Liguori (1926), Amerikaans autocoureur

## Lij
- Johannes Petrus Lijding (1914-1945), Nederlands verzetsstrijder
- Bastiaan Lijesen (1990), Nederlands zwemmer
- Robert Lijesen (1985), Nederlands zwemmer
- Eric-Jan Lijzen (1981), Nederlands voetballer

## Lik
- Werewere Liking (1950), Kameroens kunstschilder, theaterregisseur en schrijfster

## Lil
- Feyisa Lilesa (1990), Ethiopisch atleet
- Erich Lilienfeld (1915-1942), Duits militair
- Julius Edgar Lilienfeld (1882-1963), Oostenrijks-Hongaars natuurkundige
- Carolijn Lilipaly (1969), Nederlands televisiepresentatrice
- John Lilipaly (1943-2022), Nederlands politicus
- Tiina Lillak (1961), Fins atlete
- Christopher Lillis (1998), Amerikaans freestyleskiër
- Jonathon Lillis (1994), Amerikaans freestyleskiër
- Kristine Lilly (1971), Amerikaans voetbalster
- William Lilly (1602-1681), Engels astroloog

## Lim
- Aaron Lim (1985), Maleisisch autocoureur
- Alfredo Lim (1929), Filipijns politicus
- Danilo Lim (1955), Filipijns brigadegeneraal en couppleger
- Lim Eun-soo (2003), Zuid-Koreaans kunstschaatsster
- Paul Lim (1954), Amerikaans darter
- Frederik Lim A Po (1900-1957), Surinaams politicus
- Walter Lim A Po (1929), Surinaams jurist, politicus en diplomaat
- Jeff Lima (1990), Amerikaans acteur
- Leila de Lima (1959), Filipijns minister
- Vanderlei de Lima (1969), Braziliaans atleet
- Vicente de Lima (1977), Braziliaans atleet
- Christopher Lima da Costa (1988), Gabonees-Santomees atleet
- Antônio Lima dos Santos (1942-2025), Braziliaans voetballer
- Renate Limbach (1971-2006), Nederlands schaakster en onderwijskundige
- Andrea Limbacher (1989), Oostenrijks freestyleskiester
- Anthony Limbombe (1994), Belgisch voetballer
- Stallone Limbombe (1991), Belgisch voetballer
- Beatrix van Limburg († 12 juli na 1164), Duitse adellijke vrouw
- Joseph Limburg (1866-1940), Nederlands advocaat en politicus
- Maria Magdalena van Limburg-Stirum (1632-1707), Duits-Nederlands gravin
- Benjamin Limo (1974), Keniaans atleet
- Felix Limo (1980), Keniaans atleet
- Richard Limo (1980), Keniaans atleet
- Javier Limón (1973), Spaans gitarist en muziekproducent
- Jannes Limperg (1942-2019), Nederlands beeldhouwer en medailleur
- Théodore Limperg, (1879-1961), Nederlands accountant en econoom
- Jun Limpot (1971), Filipijns basketballer
- Gilles Li Muisit (1272-1352), abt en kroniekschrijver uit de Zuidelijke Nederlanden

## Lin

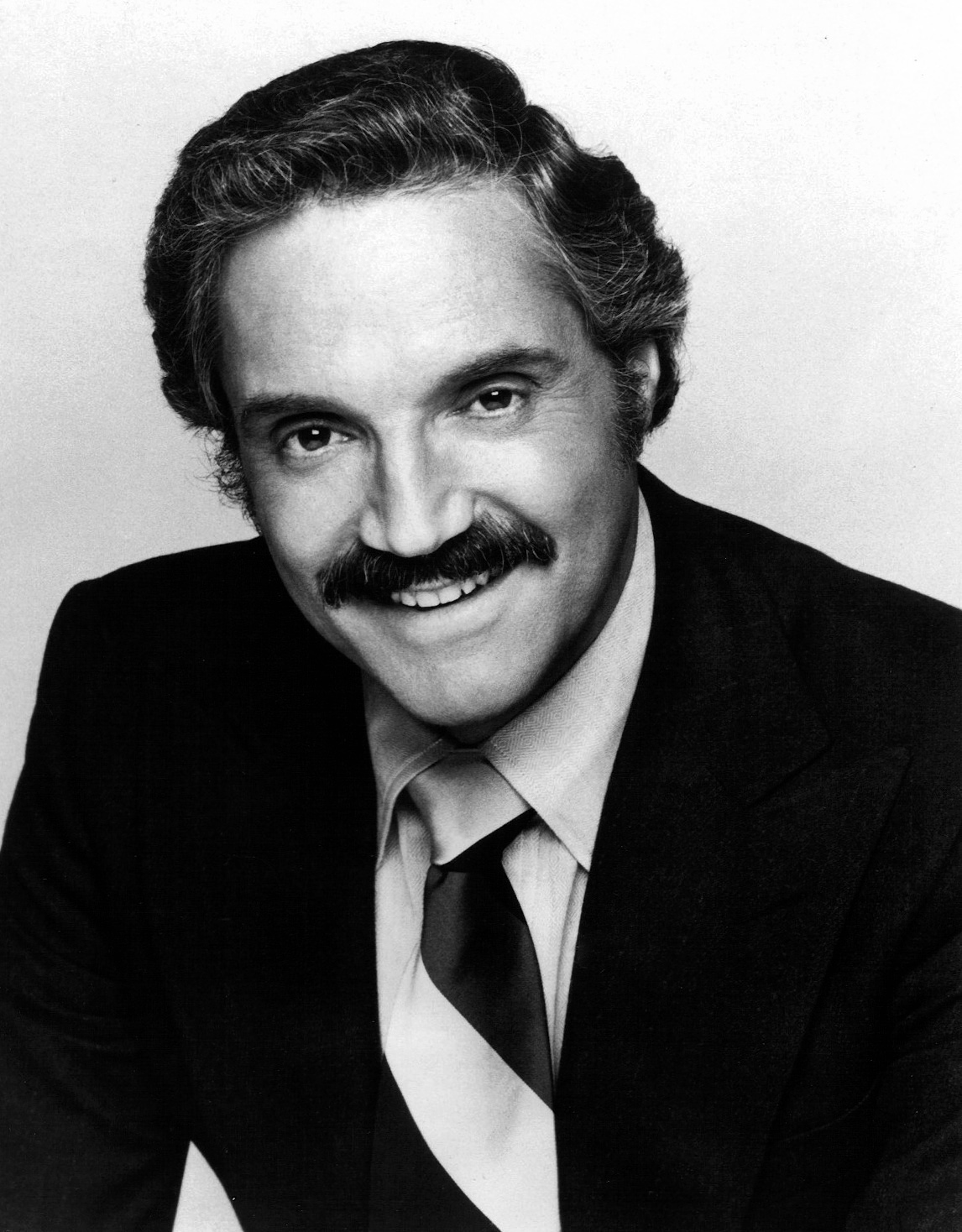
Hal Linden, 1981

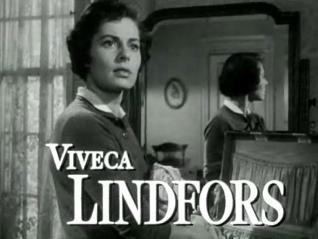
Viveca Lindfors, 1950

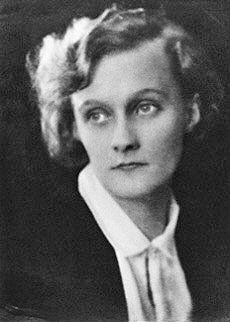
Astrid Lindgren 1924

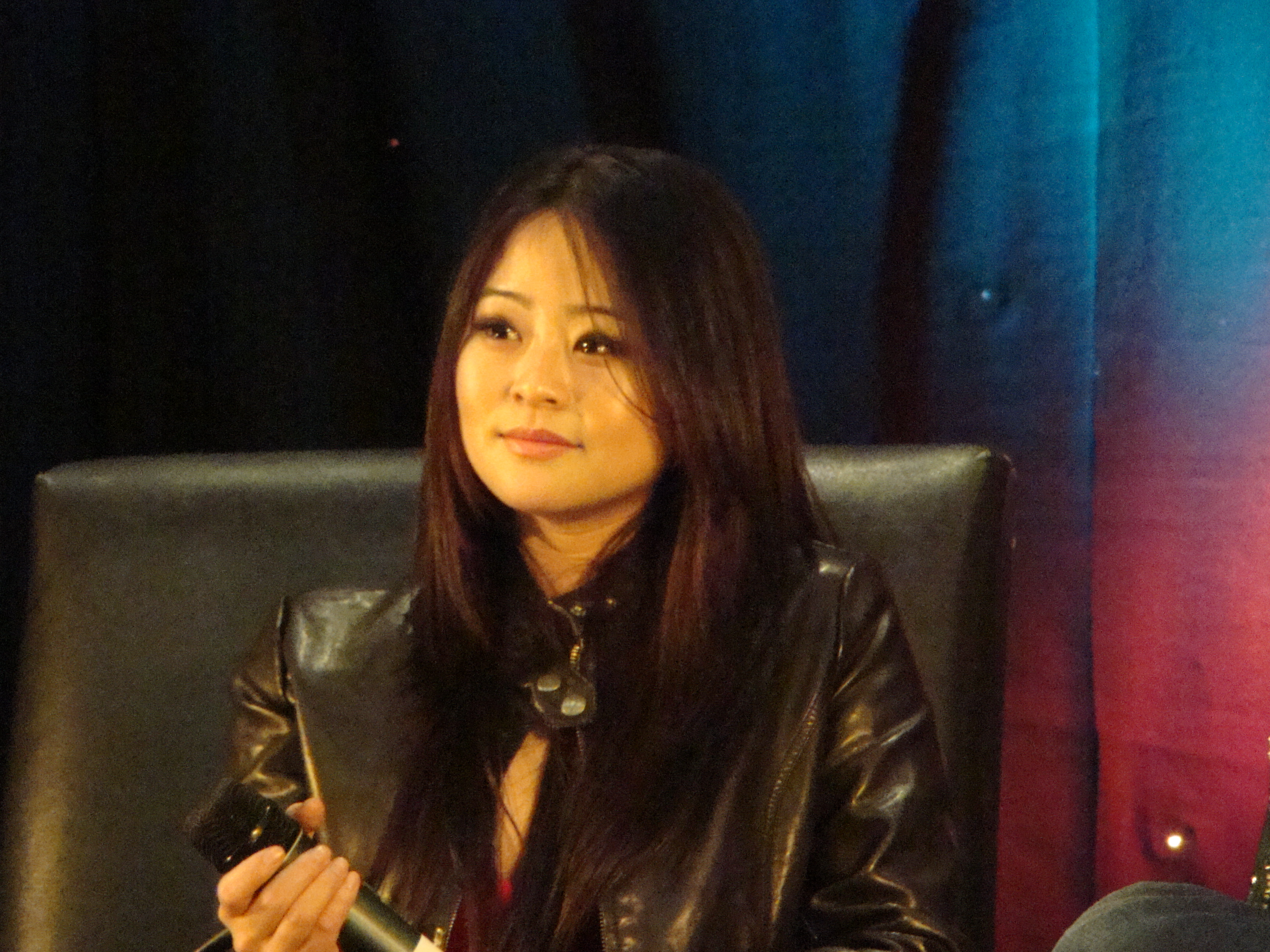
Julia Ling

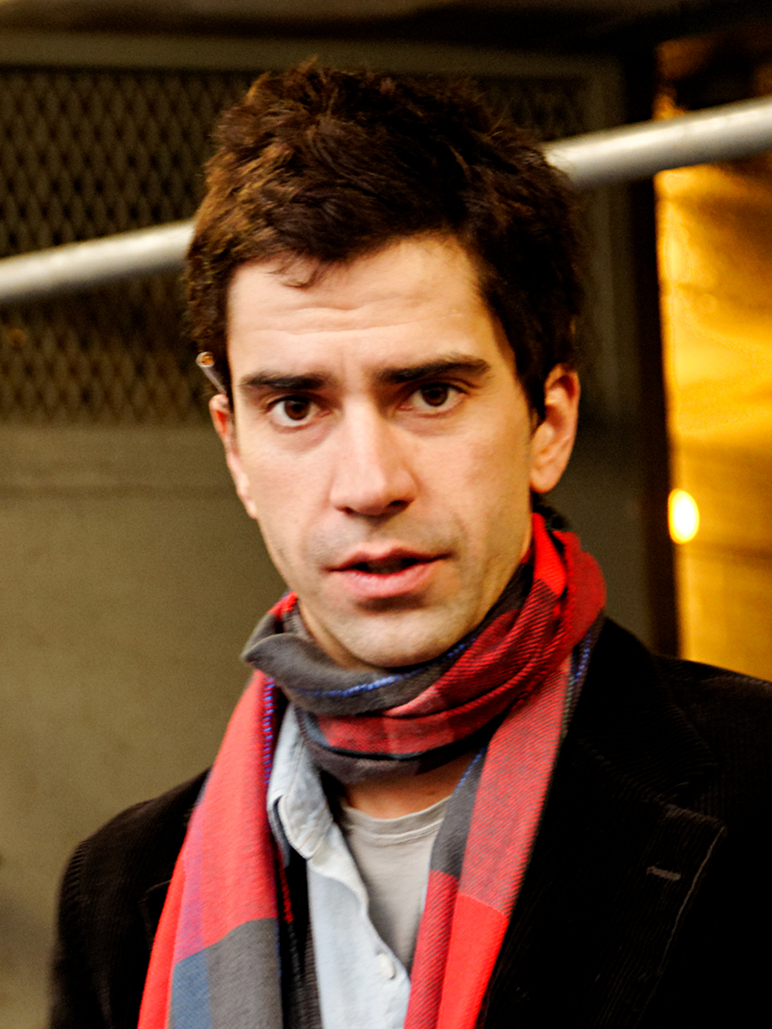
Hamish Linklater, 2011

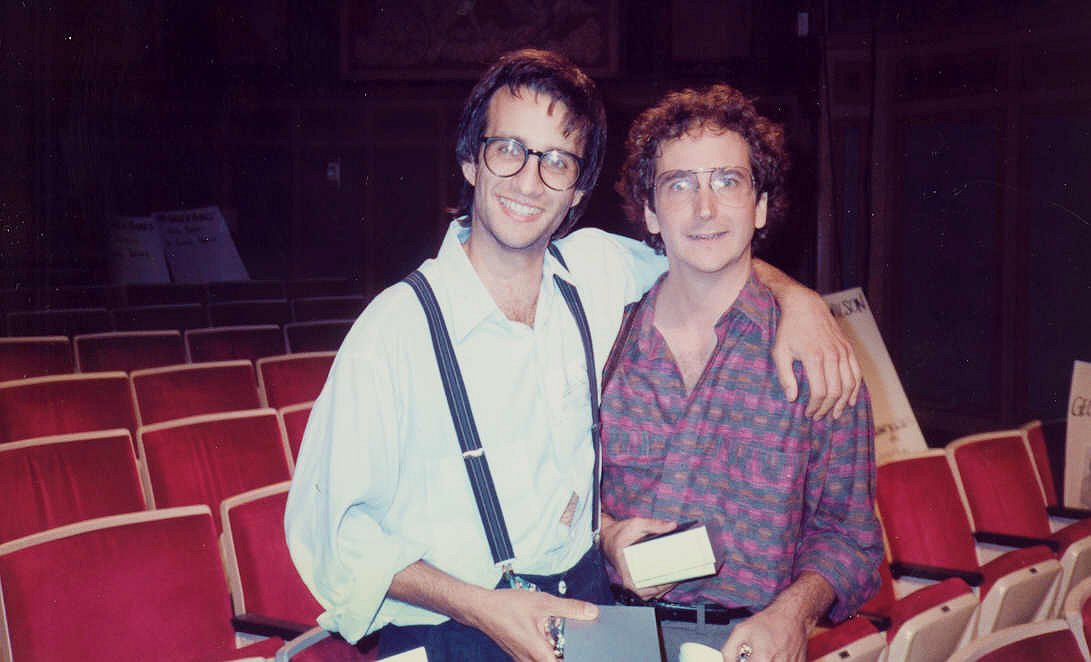
Mark Linn-Baker (rechts)

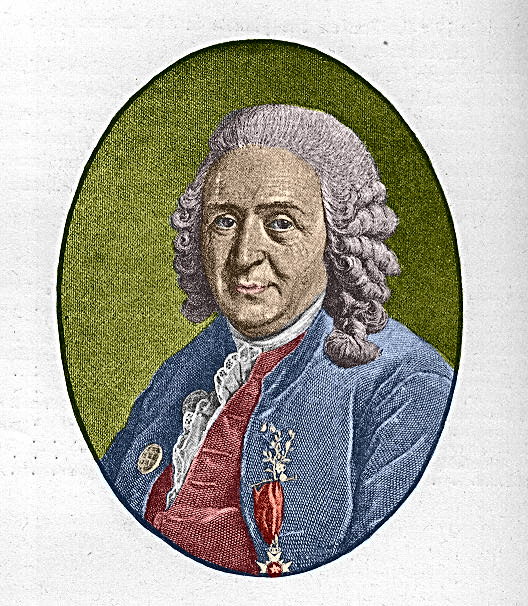
Carl Linnaeus

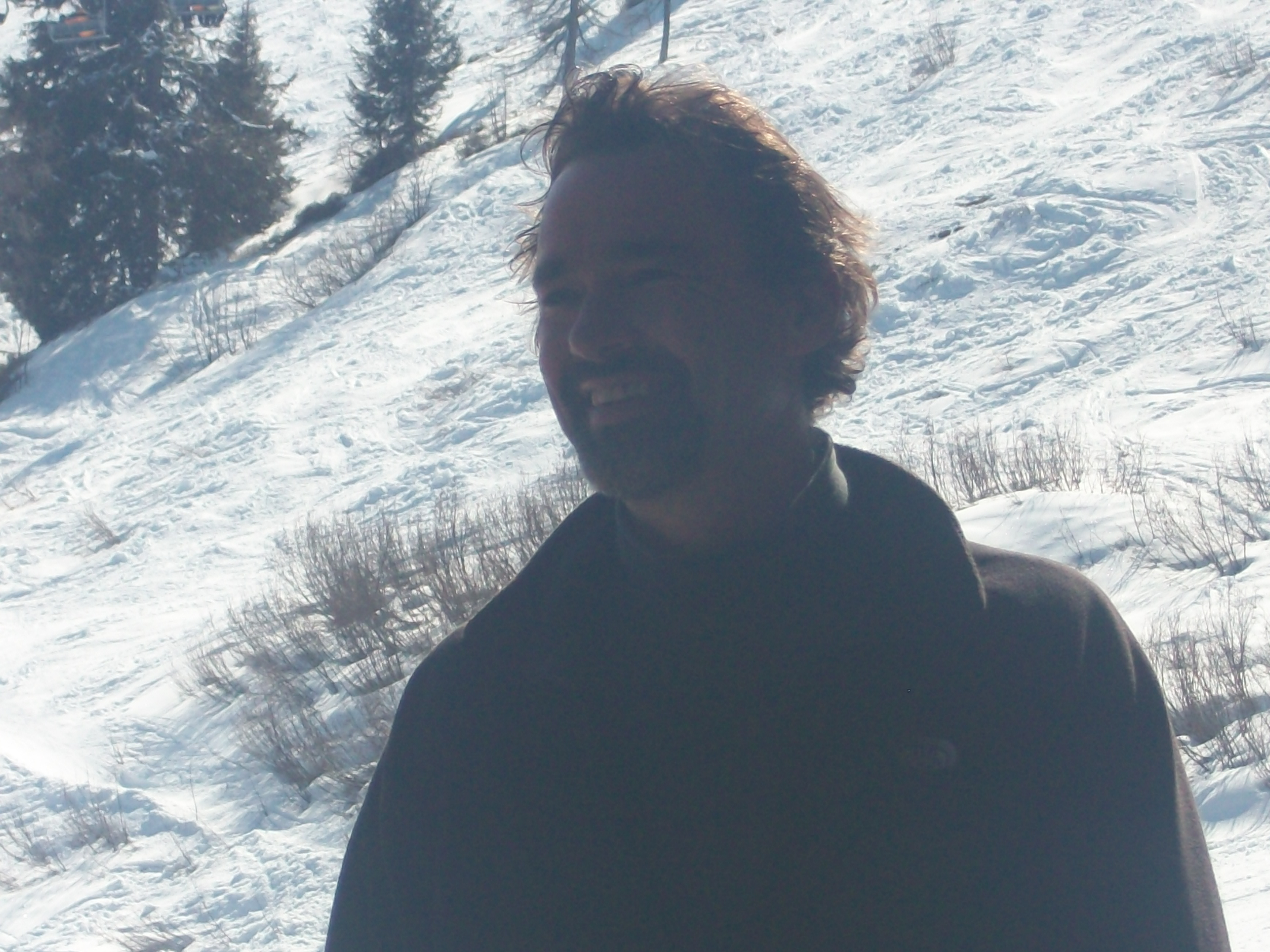
Richard Lintern

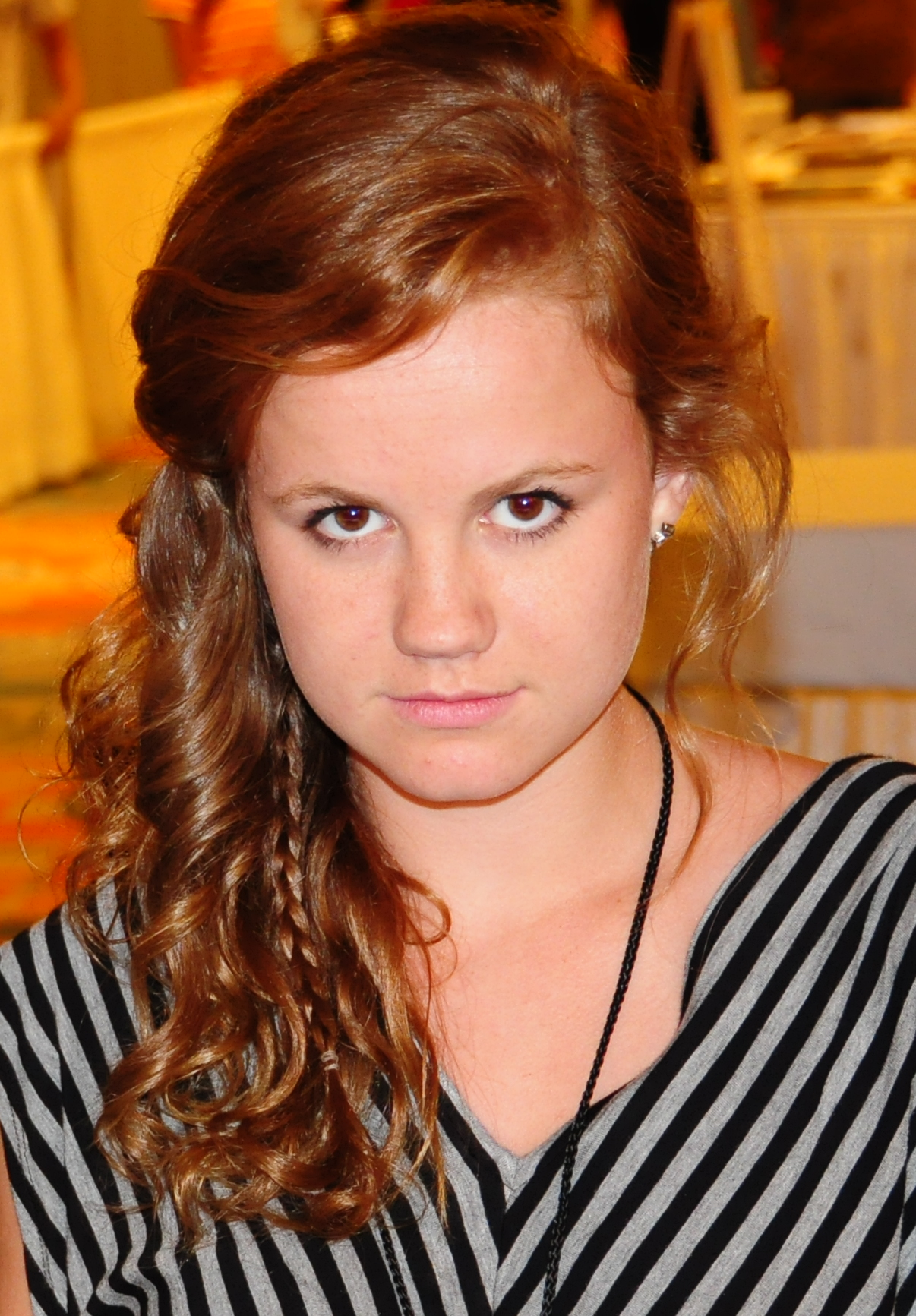
Mackenzie Lintz, 2012

- Xia Lina (1987), Chinees alpineskiester
- Lin Dan (1983), Chinees badmintonner
- Lin Ling (1977), Chinees tafeltennisspeelster
- Paul Lincke (1866-1946), Duits componist en theaterkapelmeester
- Abbey Lincoln (1930-2010), Amerikaans jazz-zangeres, liedjesschrijfster en actrice
- Abraham Lincoln (1809-1865), Amerikaans president
- Blanche Lincoln (1960), Amerikaans politica
- Hugo van Lincoln of Hugo van Avalon (ca. 1135-1140 -1200), Brits heilige
- Mary Todd Lincoln (1818-1882), Amerikaans first lady van 1861 tot 1865
- Bob Lind (1942), Amerikaans singer-songwriter
- Dennis Lind (1993), Deens autocoureur
- Don Leslie Lind (1930-2022), Amerikaans ruimtevaarder
- Espen Lind (1971), Noors zanger, songwriter en producer
- Eva Lind (1965), Oostenrijks sopraan en televisiepresentatrice
- Jakov Lind (1927-2007), Joods-Oostenrijks-Brits schrijver, kunstschilder, filmregisseur en acteur
- Jenny Lind (1820-1887), Zweeds sopraan
- Jörgen Lind (1966), Zweeds schrijver
- Mecka Lind (1942), Zweeds schrijfster
- Nel Lind (1913-1997), Nederlands verzetsstrijdster
- Anita Linda (1924), Filipijns actrice
- Tomas Lindahl (1938), Zweeds arts en Nobelprijswinnaar
- Bosse Lindberg (1984), Zweeds schaker
- Chad Lindberg (1976), Amerikaans acteur
- Christian Lindberg (1958), Zweeds componist, dirigent en trombonist
- Christina Lindberg (1950), Zweeds naaktmodel, soft-pornoactrice en journalist
- David C. Lindberg (1935), Amerikaanse wetenschapshistoricus en professor
- Knut Lindberg (1882-1961), Zweeds atleet
- Magnus Lindberg (1958), Fins componist en pianist
- Marcus Lindberg (1980), Zweeds voetballer
- Nils Lindberg (1933-2022), Zweeds componist en pianist
- Oskar Lindberg (1887-1955), Zweeds componist en organist
- Stig Lindberg (1916-1982), Zweeds kunstenaar en industrieel ontwerper
- Charles Lindbergh (1902-1974), Amerikaans luchtvaartpionier
- Arvid Lindblad (2007), Brits autocoureur
- Carl von Linde (1842-1934), Duits ingenieur en uitvinder
- Gerrit van der Linde (1927-2022), Nederlands jurist
- Kelvin van der Linde (1996), Zuid-Afrikaans autocoureur
- Marianne van de Linde (1962), Nederlands atlete
- Sheldon van der Linde (1999), Zuid-Afrikaans autocoureur
- Wibo van de Linde (1938-2018), Nederlands journalist
- Mary Lindell (1895-1986), Brits verpleegkundige die beweerde verzetsstrijdster te zijn geweest
- Jessica Lindell-Vikarby (1984), Zweeds skiester
- Ernst Lindelöf (1870-1946), Fins wiskundige
- Ferdinand von Lindemann (1852-1939), Duits wiskundige
- Marjolein Lindemans (1994), Belgisch atlete
- Carel ter Linden (1933), Nederlands predikant
- Hal Linden (1931), Amerikaans acteur en muzikant
- Henk over de Linden (1923-2023), Nederlands burgemeester
- Nico ter Linden (1936-2018), Nederlands predikant
- Peter Alexander van Linden (1946-2013), Duits performancekunstenaar
- Antoine van der Linden (1976), Nederlands voetballer
- Arjen van der Linden (1956), Nederlands schrijver en kunstschilder
- Don van der Linden (1976), Nederlands paralympisch sporter
- Fleur van der Linden (2001), Nederlands atlete
- Gertjan van der Linden (1966), Nederlands paralympisch sporter
- Henk van der Linden (1918-1985), Nederlands voetballer
- Henk van der Linden (1925-2021), Nederlands filmregisseur
- Maarten van der Linden (1969), Nederlands roeier
- Marc van der Linden (1969), Nederlands Koninklijk Huis-deskundige
- Margriet van der Linden (1970), Nederlands journaliste, presentatrice en feminist
- Maritzka van der Linden (1962), Nederlands zwemster
- Peter van der Linden (1923-2019), Nederlands acteur
- René van der Linden (1943), Nederlands politicus
- Richard van der Linden (1970), Nederlands krachtsporter
- Rick van der Linden (1946-2006), Nederlands componist en musicus
- Tonny van der Linden (1932-2017), Nederlands voetballer
- Klaus Lindenberger (1957), Oostenrijks voetballer
- Ernst Linder (1868-1943), Zweeds ruiter en generaal
- Kurt Linder (1933-2022), Duits voetballer en voetbaltrainer
- Clara Linders (1959), Nederlands schrijfster
- Maria Lindes (1942), Nederlands hoorspelactrice en stemregisseuse
- Viveca Lindfors (1920-1995), Zweeds actrice, filmproducente en scenarioschrijfster
- Viveca Lindfors (1999), Fins kunstschaatsster
- Astrid Lindgren (1907-2002), Zweeds schrijfster
- Rasmus Lindgren (1984), Zweeds voetballer
- Anna Lindh (1957-2003), Zweeds politica
- Gustav Lindh (1995), Zweeds acteur
- Rasmus Lindh (2001), Zweeds autocoureur
- Thure Lindhardt (1974) Deens acteur
- Herbert Wilson Lindlar (1909-2009), Brits-Zwitsers scheikundige
- Horace Lindrum (1912-1974), Australisch snookerspeler en biljarter
- Andrew Lindsay (1977), Brits roeier
- Reg Lindsay (1929-2008), Australisch zanger
- Robert Lindsay (1949), Brits acteur
- Sally Lindsay (1973), Brits actrice en presentatrice
- Hal Lindsey (1929-2024), Amerikaans evangelist en schrijver
- Patrick Lindsey (1982), Amerikaans ondernemer en autocoureur
- Fredrik Lindström (1989), Zweeds biatleet
- Gunnar Lindström (1896-1951), Zweeds atleet
- Marius Lindvik (1998), Noors schansspringer
- Gary Lineker (1960), Brits voetballer en presentator
- Julia Ling (1983), Amerikaans actrice
- Kang Ling (1997), Chinees autocoureur
- Joe Lingad (1914-1980), Filipijns advocaat en politicus
- Evert van Linge (1895-1964), Nederlands architect en voetballer
- Ella Lingens (1908-2002), Oostenrijks verzetsstrijdster
- Alphonso Lingis (1933), Amerikaans filosoof
- Hermann Linkenbach (1889-1959), Duits ruiter
- Hamish Linklater (1976), Amerikaans acteur
- Mark Linn-Baker (1954), Amerikaans acteur, filmregisseur en filmproducent
- Ivo Linna (1949), Ests zanger
- Väinö Linna (1920-1992), Fins schrijver
- Carl Linnaeus (1707-1778), Zweeds bioloog en arts
- Gees Linnebank (1945-2006), Nederlands acteur, toneelregisseur en -schrijver
- Moos Linneman (1931), Nederlands bokser
- Sture Linnér (1917-2010), Zweeds diplomaat en auteur
- Lisa Linnertorp (1978), Zweeds actrice
- Laura Linney (1964), Amerikaans actrice
- Sol Linowitz (1913-2005), Amerikaans advocaat, diplomaat en ondernemer
- Ivan Lins (1945), Braziliaans musicus
- Giovanni Linscheer (1972-2000), Surinaams zwemmer
- Jolanda Linschooten (1966), Nederlands beroepsavonturier, ultraloopster, schrijfster en fotograaf
- Jan Linsen (1903-1960), Belgisch atleet
- Ann-Kathrin Linsenhoff (1960), Duits amazone
- Liselott Linsenhoff (1927-1999), West-Duits amazone
- Fernand Linssen (1928-2011), Belgisch atleet
- Joris Linssen (1966), Nederlands presentator
- Marc Linssen (1968), Nederlands scenarioschrijver
- Léa Linster (1955), Luxemburgs chef-kok
- Derek de Lint (1950), Nederlands acteur
- Richard Lintern (1962), Brits acteur
- Mackenzie Lintz (1996), Amerikaans actrice
- Madison Lintz, Amerikaans actrice
- Linus (1e eeuw), paus (67-76)
- Faustin Linyekula (1974), Congolees danser en choreograaf
- Alex D. Linz (1989), Amerikaans acteur

## Lio
- Alfredo Liongoren (1944), Filipijns kunstenaar
- Francisco Liongson (1869-1919), Filipijns politicus
- Kartika Tamara Liotard (1971-2020), Nederlands politica
- Ray Liotta (1954-2022),  Amerikaans acteur

## Lip
- Dinu Lipatti (1917-1950), Roemeens componist en pianist
- David Lipman (1938), Amerikaans acteur
- Fritz Albert Lipmann (1899-1986), Duits-Amerikaans biochemicus en Nobelprijswinnaar
- Carla Lipp (1934-2017), Nederlands actrice en danseres
- Klaar van der Lippe (1963), Nederlands beeldend kunstenaar
- Leopold Lippens (1941-2021), Belgisch burgemeester
- Polydoor Lippens (1810-1889), Belgisch uitvinder van de elektrische bel
- Rudolf Lippert (1900-1945), Duits ruiter
- Marcello Lippi (1948), Italiaans voetbalcoach
- Don Lippincott (1893-1962), Amerikaans atleet
- Gabriel Lippmann (1845-1921), Frans natuurkundige en Nobelprijswinnaar
- Silke Lippok (1994), Duits zwemster
- Mika Lipponen (1964), Fins voetballer
- Hannie Lips (1924-2012), Nederlands televisieomroepster
- Tim Lips (1985), Nederlands ruiter
- William Lipscomb (1919-2011), Amerikaans anorganisch chemicus en Nobelprijswinnaar
- Hans Lipschis (1919), Litouws SS'er en verdachte van moorden in Auschwitz
- Isaac Lipschits (1930-2008), Nederlands politicoloog en geschiedkundige
- Abraham Lipski (1911-1982), Belgisch ingenieur en uitvinder
- Justus Lipsius (1547-1606), Vlaams humanist
- Rie Lips-Odinot (1908-1989), Nederlands politicus en verzetsstrijder in WOII
- Jaak Lipso (1940-2023), Estisch basketbalspeler

## Lir
- Julien Liradelfo (1985), Belgisch arbeider, syndicalist en politicus

## Lis

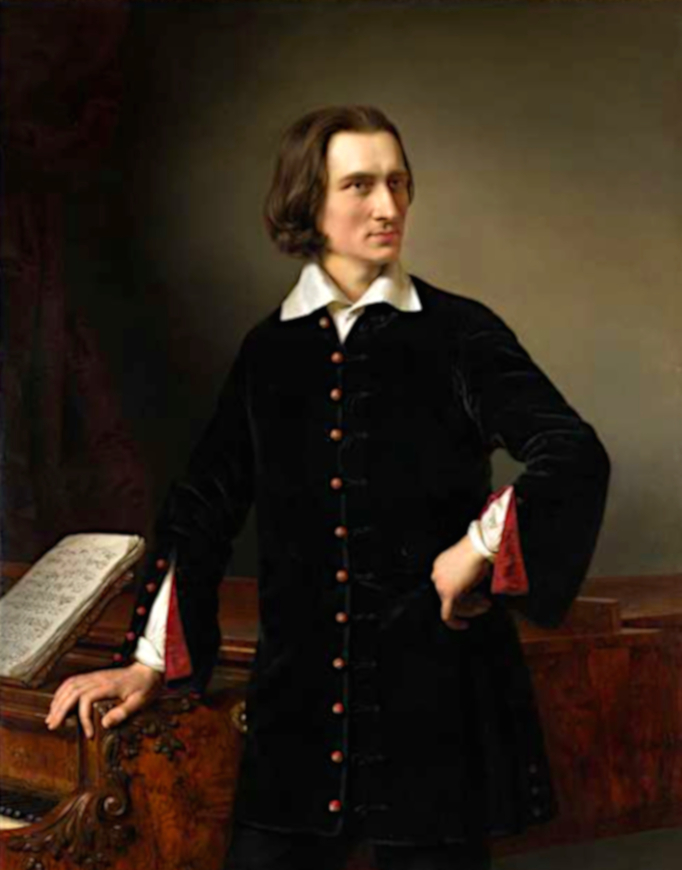
Franz Liszt

- Johan Lisabeth (1971), Belgisch atleet
- Jeff Lisandro (1965), Australisch pokerspeler
- Joe Lisi (1950), Amerikaans acteur
- Iryna Lisjtsjynska (1976), Oekraïens atlete
- Barbara Liskov (1939), Amerikaans informaticus
- Karel Lismont (1949), Belgisch atleet
- Natalja Lisovskaja (1962), (Sovjet-)Russisch-Frans atlete
- Tomasz Lisowicz (1977-2024), Pools wielrenner
- Daniel Lissing (1981), Australisch acteur
- Pascal Lissouba (1931-2020), Congolees staatsman
- Benjamin List (1968), Duits scheikundige en Nobelprijswinnaar
- Frederik Carel List (1784-1868), Nederlands militair en politicus
- John Emil List (1925-2008), Amerikaans seriemoordenaar
- Liesbeth List (1941-2020), Nederlands chansonnière en actrice
- Paula List (1972), Nederlands paralympisch sportster
- Peyton List (1986), Amerikaans actrice
- Wilhelm List (1880-1971), Duits generaal-veldmaarschalk
- Joseph Lister (1827-1912), Engels arts
- Cosima Liszt (1837-1930), Duits organisatrice, dochter van Franz Liszt, echtgenote van Richard Wagner
- Franz Liszt (1811-1886), Hongaars componist
- El Lissitzky (1890-1941), Russisch kunstschilder

## Lit
- Erik van Lith (1972), Nederlands politicus
- Jay Litherland (1995), Amerikaans zwemmer
- Cor Litjens (1956), Nederlands beeldhouwer, schilder en tekenaar
- Paul Litjens (1947-2023), Nederlands hockeyer
- Pieter Litjens (1968), Nederlands politicus
- Pierre Littbarski (1960), Duits voetballer en voetbalcoach
- Dennis Littel (1981), Nederlands windsurfer
- Derck Littel (1960), Nederlands cellist
- Sander Littel (1939), Nederlands kunstenaar
- Little Jimmy (1944), Belgisch muzikant, pseudoniem van Marc Claeys
- Little Richard (1932-2020), Amerikaans zanger en pianist
- Shamier Little (1995), Amerikaans atlete
- Little Walter (1930-1968), Amerikaans blueszanger, mondharmonicaspeler en gitarist
- Sacheen Littlefeather (1946-2022), Amerikaans actrice, model en activiste
- Anatole Litvak (1902), Amerikaans filmregisseur
- Aleksandr Litvinenko (1962-2006), Russisch veiligheidsdienstmedewerker en dissident
- Maksim Litvinov (1876-1951), Russisch revolutionair en politicus
- Sergej Litvinov (1958-2018), Russisch atleet
- Ljoedmila Litvinova (1985), Russisch atlete

## Liu
- Liu Dong (1973), Chinees atlete
- Liu Guoliang (1976), Chinees tafeltennisser
- Liu Guozheng (1980), Chinees tafeltennisser
- Liu Hong (1987), Chinees atlete
- Liu Hongyu (1975), Chinees atlete
- Liu Jia (1982), Chinees tafeltennisster
- Liu Jiayu (1992), Chinees snowboardster
- Liu Jing (1990), Chinees zwemster
- Liu Lic Ka (1971), Macaus autocoureur
- Liu Shiwen (1991), Chinees tafeltennisster
- Liu Shiying (1993), Chinees atlete
- Liu Wei (1969), Chinees tafeltennisster
- Liu Xiang (1996), Chinees zwemster
- Liu Xiang (1983), Chinees atleet
- Liu Xiang (79 v.Chr.-8 v.Chr.), Chinees wetenschapper
- Liu Xin (46 v.Chr.-23), Chinees astronoom
- Liu Yan (1984), Chinees kunstschaatsster
- Liu Zhenyun (1958), Chinees schrijver
- Liu Zhongqing (1985), Chinees freestyleskiër
- Liu Zige (1989), Chinees zwemster
- Ari-Pekka Liukkonen (1989), Fins zwemmer

## Liv

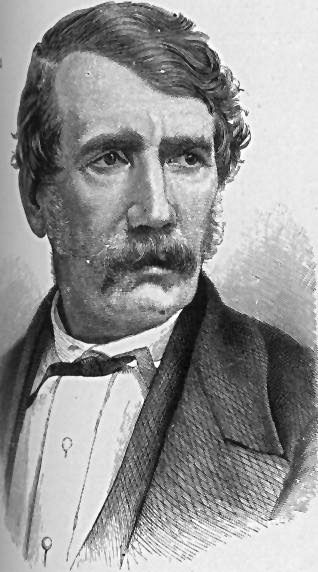
David Livingstone

- Marko Livaja (1993), Kroatisch voetballer
- Joshua Livestro (1970), Nederlands dammer, politiek activist, columnist en publicist
- Fabio Liverani (1976), Italiaans voetballer
- Hollis Liverpool (Chalkdust) (1941), Trinidadiaans calypsozanger
- Livia Drusilla I (2e-1e eeuw v.Chr.), Romeins vrouw, moeder van filosoof en politicus Cato de Jongere
- Livia Drusilla II (59/58 v.Chr.-29 n.Chr.), Romeins regente, echtgenote van o.a. keizer Augustus
- Ruth Livier (1975), Mexicaans actrice
- William Livingston (1723-1790), Amerikaans gouverneur
- David Livingstone (1813-1873), Brits zendeling en ontdekkingsreiziger
- Doug Livingstone (1898-1961), Schots voetballer en voetbalcoach
- Tzipi Livni (1958), Israëlisch advocate en politica

## Liw
- Yang Liwei (1965), Chinees ruimtevaarder

## Liy
- Li Yanxi (1984), Chinees atleet

## Liz
- Anne-Marie Lizin (1949-2015), Belgisch politica